# Daukszany
Daukszany (biał. Даўкшаны; ros. Довкшаны) – wieś na Białorusi, w obwodzie grodzieńskim, w rejonie werenowskim, w sielsowiecie Pirogańce.
W dwudziestoleciu międzywojennym leżały w Polsce, w województwie nowogródzkim, w powiecie lidzkim, do 11 kwietnia 1929 w gminie Siedliszcze, następnie w gminie Werenów. Po II wojnie światowej w granicach Związku Radzieckiego. Od 1991 w niepodległej Białorusi.